# Simon ben Kamithus
Simon ben Kamithus was hogepriester in de Joodse tempel in Jeruzalem van 17 tot 18 na Chr.
Hij volgde Eleazar ben Ananus op, die slechts een jaar het ambt had bekleed. Ook Simons ambtstermijn duurde niet langer dan een jaar. De reden waarom Valerius Gratus (op dat moment praefectus over Judea) de hogepriesters in deze periode zo snel verving, kan ermee te maken hebben dat bang was dat de politieke invloed van de hogepriester groter zou worden dan zijn eigen invloed en daarmee het risico van opstand met zich mee zou brengen. Simon werd opgevolgd door Jozef Kajafas.
Enkele decennia later zou ook Simons zoon Jozef Kabi ben Simon het ambt van hogepriester bekleden.